# Giovanni Cesare Pagazzi
Giovanni Cesare Pagazzi (Crema, 8 de junho de 1965) é um sacerdote italiano e teólogo da fé católica. Desde 26 de setembro de 2022, atua como secretário do Dicastério para a Cultura e a Educação.

## Biografia
Nasceu em Crema, bispado da província de Cremona, em 8 de junho de 1965. É originário de Gradella, aldeia de Pandino, província de Cremona e diocese de Lodi.

### Formação sacerdotal e ministério
Frequentou o instituto de ensino "Maria Santissima Bambina" de Lodi. Desde 1983 estudou filosofia e teologia católica nos seminários de Crema e Lodi.
Em 23 de junho de 1990 foi ordenado sacerdote pela diocese de Lodi.
Após a ordenação, foi nomeado vigário paroquial da igreja dos Santos Bassiano e Fereolo em Lodi. Em 1994 obteve a licenciatura e em 1996 o doutoramento em teologia na Pontifícia Universidade Gregoriana de Roma com uma tese intitulada "A singularidade de Jesus como critério de unidade e diferença na Igreja" tendo como orientador o jesuíta Ángel Antón.

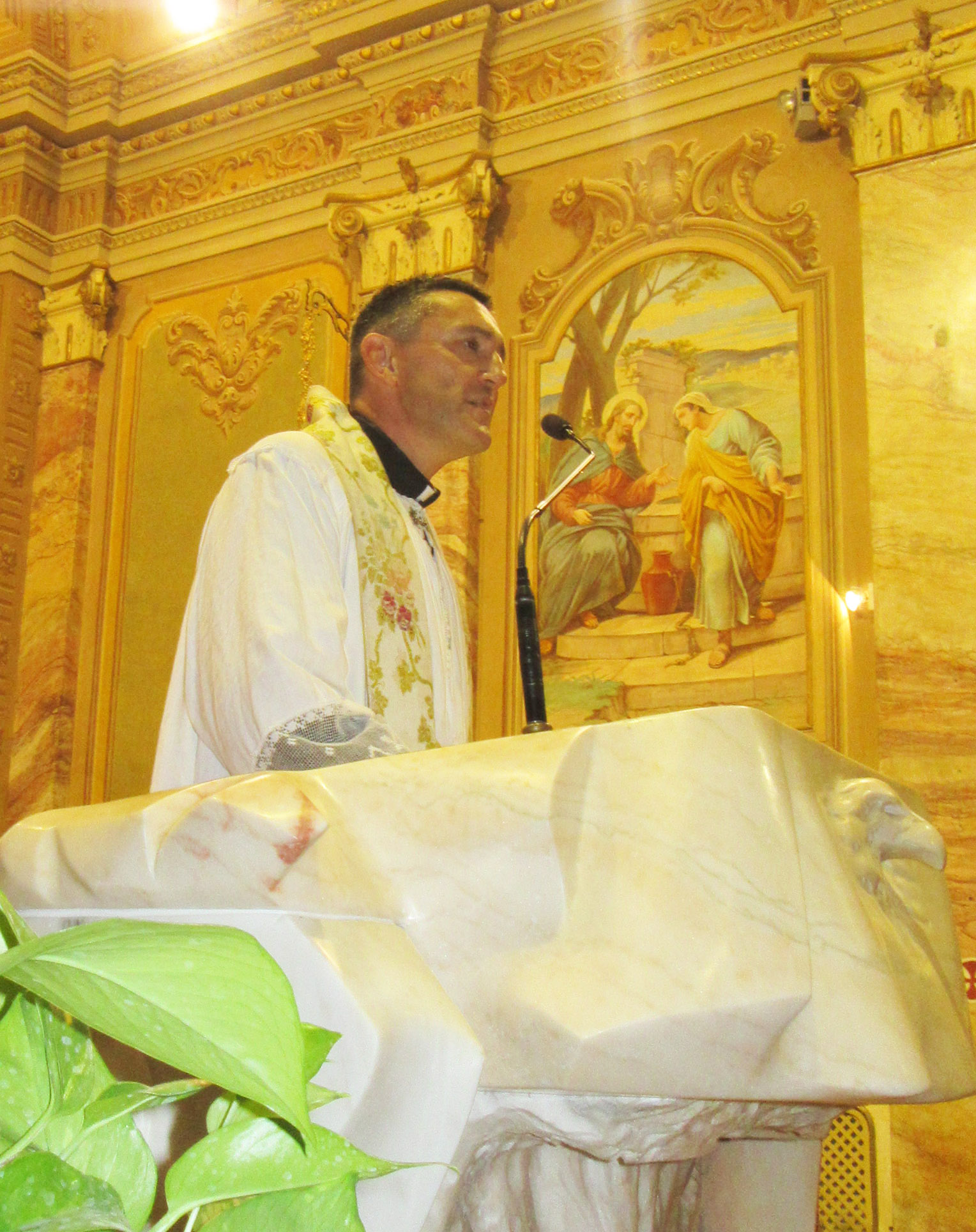
Dom Pagazzi, durante sermão em Caselle Landi, em 2018.

Foi professor titular de eclesiologia, cristologia e antropologia no Colégio Alberoni de Piacenza de 1995 a 2005; professor titular de eclesiologia e cristologia nos Estudos Teológicos Unidos dos seminários de Crema e Lodi desde setembro de 1996; professor de Cristologia no Estudo Teológico de Bolonha de 2003 a 2004, no Instituto de Liturgia Pastoral "Santa Giustina" de Pádua de 2006 a 2007, na Faculdade Teológica de Emilia-Romagna de 2006 a 2009, na Pontifícia Faculdade Teológica da Sicília "San Giovanni Evangelista" em Palermo de 2008 a 2009, o Instituto Superior de Ciências Religiosas de Lodi desde setembro de 2008 e a Faculdade Teológica do Norte da Itália em Milão de 2009 a 2010 e de 2013 a 2014; diretor do Estudo Teológico do Seminário de Lodi de 2003 a 2011 e novamente a partir de setembro de 2015; professor de estética teológica na Academia de Belas Artes de Brera de 2014 a 2015 e professor de teologia sistemática na Universidade de Torino da Pontifícia Universidade Salesiana de 2014 a 2015. De 2013 a 2014 foi professor convidado da Pontifícia Universidade Gregoriana. Além disso, foi diretor do Instituto Superior de Ciências Religiosas "Sant'Agostino" das dioceses de Crema, Cremona, Lodi, Pavia e Vigevano de abril de 2018 a junho de 2020 e vice-diretor do mesmo desde janeiro de 2021. Desde outubro de 2019 é professor titular de eclesiologia e comunidade familiar, coordenador de pesquisas e membro da equipe presidencial do Pontifício Instituto Teológico João Paulo II para as Ciências do Matrimônio e da Família, em Roma. Em 29 de outubro de 2021, o Papa Francisco nomeou-o consultor da Dicastério para a Doutrina da Fé.

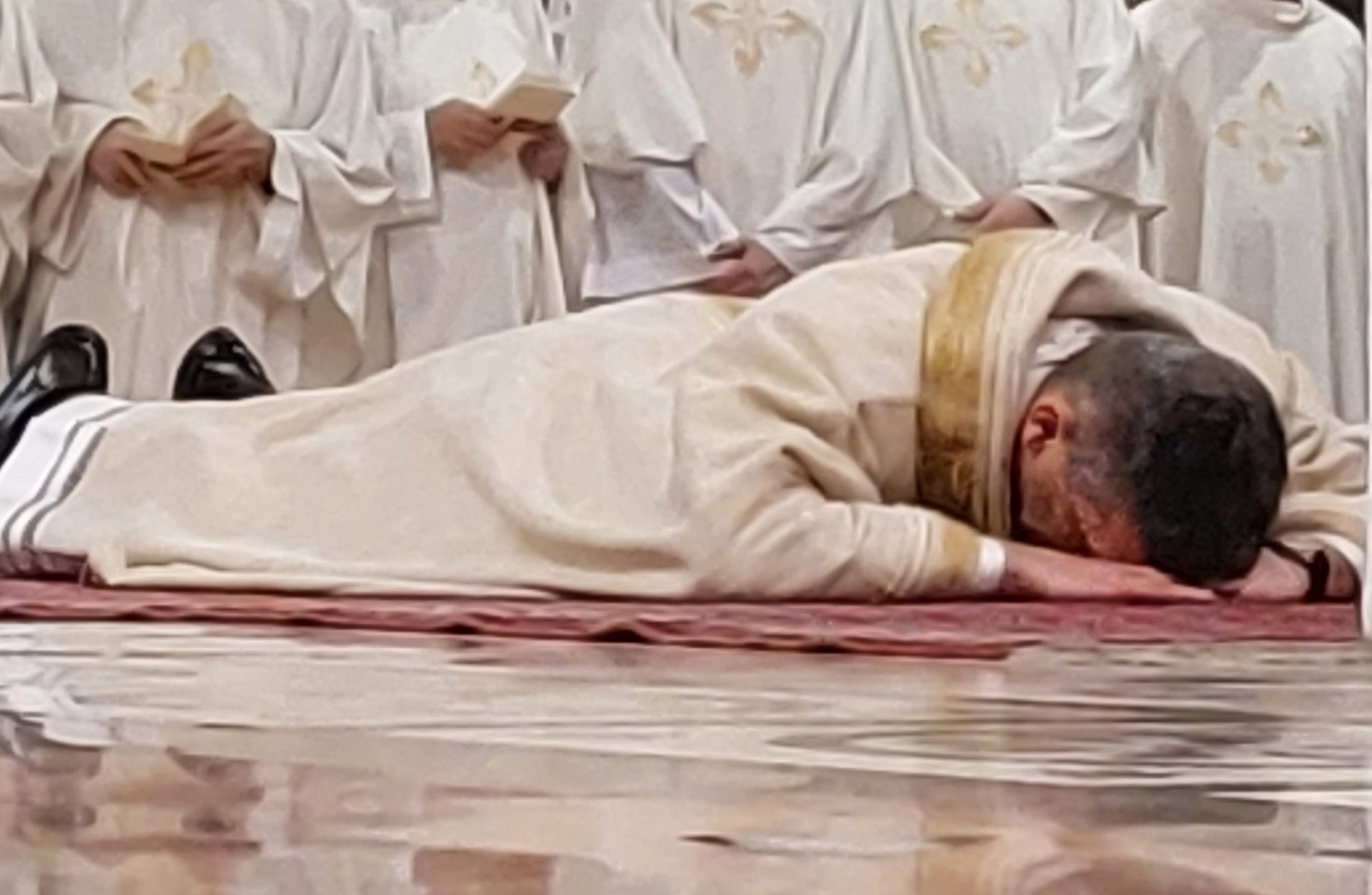
Dom Cesare, num momento da sua ordenação episcopal, em 10 de fevereiro de 2024.

Além da atividade acadêmica, é responsável pela formação de diáconos permanentes na diocese de Lodi desde novembro de 2009 e colaborador pastoral da paróquia da Assunção da Bem-Aventurada Virgem Maria de Santo Stefano Lodigiano desde setembro de 2022.
Em 26 de setembro de 2022, o Papa Francisco nomeou-o secretário do Dicastério para a Cultura e a Educação.

### Ministério episcopal
Em 30 de novembro de 2023, o Papa Francisco elevou-o à dignidade de episcopal, nomeando-o arcebispo titular de Belcastro. No dia 10 de fevereiro de 2024 recebeu a ordenação episcopal, na catedral de Lodi, do cardeal José Tolentino de Mendonça, prefeito do Dicastério para a cultura e a educação; co-consagrando os bispos Maurizio Malvestiti e Paul Tighe.
Em 28 de março de 2025, foi nomeado Arquivista e Bibliotecário da Santa Igreja Romana  Em 9 de maio seguinte, papa Leão XIV, vai confirmà-lo neste cargo.